# Quatiguá
Quatiguá är en kommun i Brasilien.   Den ligger i delstaten Paraná, i den södra delen av landet, 900 km söder om huvudstaden Brasília. Antalet invånare är 7 044.
Omgivningarna runt Quatiguá är huvudsakligen savann. Runt Quatiguá är det ganska tätbefolkat, med 72 invånare per kvadratkilometer.